# Banda della Comasina
La banda della Comasina è il nome con cui i mass media italiani erano soliti indicare un gruppo criminale attivo negli anni settanta del XX secolo, operante nella zona nord di Milano, ovvero la Comasina. L'impresa criminale più famosa compiuta da questa organizzazione è il sequestro di Emanuela Trapani, figlia sedicenne di un imprenditore milanese. La storia della banda della Comasina è riportata nel libro Il fiore del male, scritto dal capo della banda Renato Vallanzasca.

## Storia
Guidata da Renato Vallanzasca, si scontrò spesso con la banda di Francis Turatello attiva in tutta Milano e a capo di numerosi traffici. Insieme a Vallanzasca, si ricordano i membri più famosi della banda: Antonio Colia detto "Il Pinella" e la sua donna di allora: Pina Usuelli, Rossano Cochis, Vito Pesce, Angela Corradi, Claudio Gatti, Mario Carluccio e Antonio Furiato, questi ultimi due morti in scontri a fuoco con le forze dell'ordine rispettivamente in piazza Vetra a Milano, durante un sopralluogo per una rapina e al casello autostradale di Dalmine, mentre la banda, al completo, stava organizzando il sequestro di un imprenditore bergamasco. Altri componenti vicini alle  cosiddette "batterie" della banda Vallanzasca sono stati: Santino Stefanini, Massimo Malinverni, Pino Cobianchi, Michele Giglio, Franco Careccia,  Andrea Villa, Salvatore Paglia, Osvaldo Monopoli, Enrico Merlo, Claudio Basanisi, Silvio Zanetti,  Antonio Rossi, Raffaele Di Palma, Massimo Loi, Giuseppe Valfrè, Riccardo Bocchio, Giorgio Monaci, Marco Chiuri, Gian Ambrogio Castiglioni, Giovanni Riva, Salvatore Franco, Giorgio Uraci, Pietro Putignano, Salvatore Rosano, Gianfranco Casagrande. 

## Caratteristiche generali
La zona d'azione comprendeva il controllo di interi quartieri milanesi, talvolta con la presenza di posti di blocco ben circoscritti e sorvegliati da membri della banda, in cui rappresentanti della polizia di stato venivano rapinati e denigrati, colpevoli di aver diverse volte suonato il campanello di casa del padre e della madre di Vallanzasca in via Porpora e di aver minacciato di morte e insultato al citofono lo stesso Renato Vallanzasca tramite appunto i suoi genitori. Le attività principali consistevano in rapine, sequestri di persona e traffico di armi.
Nonostante la banda della Comasina si sia macchiata di efferati delitti e abbia segnato in modo molto negativo la storia della città di Milano, i criminali che ne facevano parte non hanno mai avuto alcun contatto rilevante con il mondo della grossa criminalità organizzata italiana, al contrario della banda di Francis Turatello o di altre bande cittadine come la Banda della Magliana di Roma o la Mala del Brenta di Felice Maniero di Venezia.